# Ceryx volans
Ceryx volans är en fjärilsart som beskrevs av Swinhoe 1890. Ceryx volans ingår i släktet Ceryx och familjen björnspinnare. Inga underarter finns listade i Catalogue of Life.